# Gert Kähler
Gert Kähler (* 3. April 1942 in Hamburg)
ist ein deutscher Architekturhistoriker, Architekturkritiker und Publizist.

## Leben
Gert Kähler studierte Architektur an der Technischen Universität Berlin. Nach dem Diplom arbeitete er in verschiedenen Architekturbüros und war anschließend ab 1976 Wissenschaftlicher Assistent an der Universität Hannover. Dort wurde er 1981 promoviert und 1985 habilitiert. Es folgten Gastprofessuren an der Technischen Universität Braunschweig, der Technischen Universität Berlin sowie – ab 1991 als apl. Professor – an der RWTH Aachen.
Seit 1988 arbeitet Kähler in Hamburg als freier Publizist zu Themen der Stadt und der Architektur des 20. und 21. Jahrhunderts. Neben eigenen Publikationen erscheinen von ihm regelmäßig Beiträge in Fachzeitschriften, Zeitungen und weiteren Medien, u. a. in Die Zeit, Frankfurter Allgemeine Zeitung, Süddeutsche Zeitung, kultur aktuell (N3), Aspekte (ZDF).
Kähler war 2001 Verfasser des ersten Statusberichts zur Baukultur der Initiative Architektur und Baukultur. Er ist Mitglied der Deutschen Akademie für Städtebau und Landesplanung und der Freien Akademie der Künste in Hamburg.

## Publikationen (Auswahl)
- Architektur als Symbolverfall. Das Dampfermotiv in der Baukunst. Vieweg, Braunschweig/Wiesbaden 1981, ISBN 3-528-08759-5, (Bauwelt-Fundamente, Band 59).
- Wohnung und Stadt. Hamburg, Frankfurt, Wien. Modelle sozialen Wohnens in den zwanziger Jahren. Vieweg, Braunschweig 1985, ISBN 3-528-08702-1 (Habilitationsschrift Universität Hannover, 1984).
- (als Herausgeber) Geschichte des Wohnens. Band 4: 1918–1945. Reform, Reaktion, Zerstörung. Deutsche Verlags-Anstalt 1996, Stuttgart 1996, ISBN 3-421-03114-2 (Inhaltsverzeichnis PDF). (zugleich Gesamt-Herausgeber zusammen mit Jürgen Reulecke, Ulf Dirlmeier, Ingeborg Flagge, 5 Bde. 1996–1999)
- Ein JahrHundert Bauten in Deutschland. Deutsche Verlagsanstalt, Stuttgart 2000, ISBN 3-421-03194-0 (Inhaltsverzeichnis PDF).
- Baukultur in Deutschland. Statusbericht Langfassung. Bestandaufnahme, Tendenzen, Empfehlungen. Selbstverlag des Bundesamtes für Bauwesen und Raumordnung, Bonn 2002, ISBN 3-87994-061-4. (Berichte des Bundesamtes für Bauwesen und Raumordnung, Band 11).
- Scifun-City.  Planen, bauen und leben im Großstadtdschungel. Rowohlt, Reinbek 2002, ISBN 3-499-21203-X.
- Gebaute Geschichte. Ein Geschichtsbuch über Bauen und Denkmalschutz. Hrsg. v. d. Akademie d. Architekten- und Stadtplanerkammer Hessen, Klett-Schulbuchverlag, Stuttgart u. a. 2006, ISBN 3-12-920001-0.
- Route der Moderne. Vom Welterbe Breslau zum Welterbe Dessau. Architektur 1900–1930. Jovis, Berlin 2009, ISBN 978-3-86859-008-1.
- Von der Speicherstadt bis zur Elbphilharmonie. Hundert Jahre Stadtgeschichte Hamburg. Dölling und Galitz, München/Hamburg 2009, ISBN 978-3-937904-87-0 (Schriftenreihe des Hamburgischen Architekturarchivs, Band 24).
- (als Herausgeber mit Hans Bunge): Villen und Landhäuser. Bürgerliche Baukultur in den Hamburger Elbvororten von 1900 bis 1935. Dölling und Galitz, München 2012, ISBN 978-3-86218-031-8.
- Choreographie der Massen. Im Sport. Im Stadio. Im Rausch. Hrsg. v. Volkwin Marg für die Akademie der Künste, Berlin, Jovis, Berlin 2012 ISBN 978-3-86859-164-4 (zugleich Co-Kurator der Ausstellung Choreographie der Massen. Im Sport. Im Stadion. Im Rausch. 6. Juni bis 12. August 2012, Akademie der Künste, Berlin).[3]
- (mit Sven Bardua): Die Stadt und das Auto. Wie der Verkehr Hamburg veränderte. Hrsg. von der Hamburgischen Architektenkammer und dem Museum der Arbeit. Dölling und Galitz, München 2012, ISBN 978-3-86218-030-1, (Schriftenreihe des Hamburgischen Architekturarchivs, Band 27).
- Auf alten Fundamenten. Bauen im historischen Kontext – Architekten von Gerkan, Marg und Partner. Hrsg. v. Volkwin Marg, Dölling und Galitz, München u. a. 2013, ISBN 978-3-86218-039-4.
- (mit Günther Krüger) Hamburg aus der Luft 1954–1969. Eine Stadt erfindet sich neu. Dölling und Galitz, München / Hamburg 2014, ISBN 978-3-86218-068-4.
- (mit Hans Bunge) Der Architekt als Bauherr. Hamburger Baumeister und ihr Wohnhaus. Dölling und Galitz, München / Hamburg 2016, ISBN 978-3-86218-077-6 (Schriftenreihe des Hamburgischen Architekturarchivs, Band 34).
- Geheimprojekt HafenCity oder Wie erfindet man einen neuen Stadtteil? Hrsg. v. Volkwin Marg. Dölling und Galitz, München / Hamburg 2016, ISBN 978-3-86218-092-9.
- (als Herausgeber) „Ich freue mich immer, nach Hause zu kommen“. Privathäuser der Architekten von Gerkan, Marg und Partner. Dölling und Galitz, München / Hamburg 2019, ISBN 978-3-86218-113-1.
- Grauganseffekte. Hamburg und der Architekt Volkwin Marg. Dölling und Galitz, München/Hamburg 2021, ISBN 978-3-86218-148-3.
- (als Herausgeber) Alter Wall – Neue Stadt. Dölling und Galitz, München/Hamburg 2022, ISBN 978-3-86218-152-0.
- Girls from Ipanema, in: Architektur in Hamburg, Jahrbuch 2024/2025, Hamburg 2024, Seiten 56–61, ISBN 978-3-96060-592-8.